# Denis St. George Daly
Denis St. George Daly (5. september 1862 – 16. april 1942) var en irsk polospiller som deltog i OL 1900 i Paris.
Daly blev olympisk mester i polo under OL 1900 i Paris. Han var med på holdet Foxhunters Hurlingham som vandt poloturneringen. Holdet bestod af spillere fra både Storbritannien og USA. De andre på holdet var John Beresford og Alfred Rawlinson fra Storbritannien og Foxhall Parker Keene og Frank MacKey fra USA.